# غجدوانی

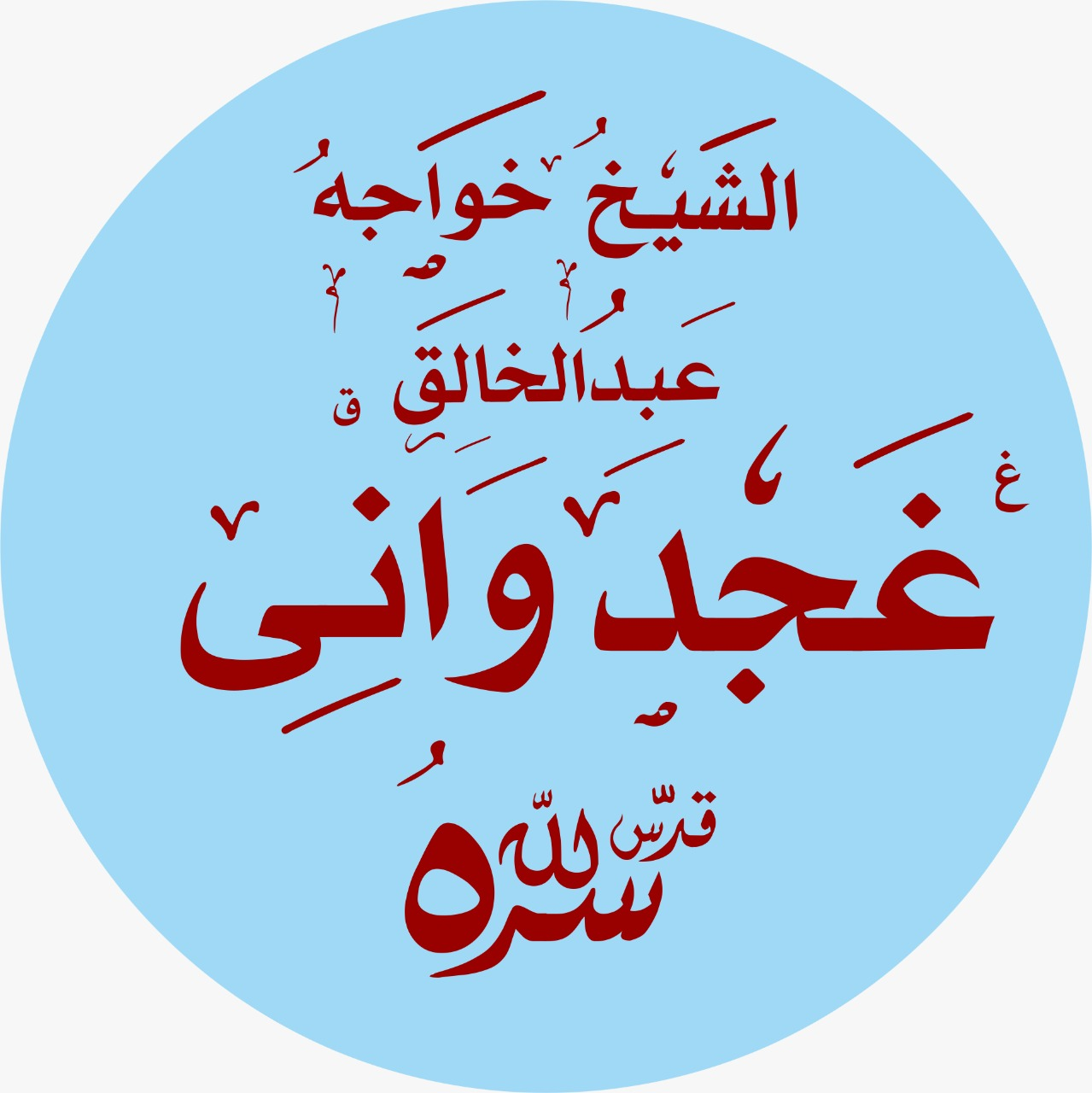
نام خواجه عبدالخالق غجدوانی با خط خوش

'خواجه عبدالخالق غجدوانی (۴۹۶[؟]-۵۷۵ هـ. ق/ ۱۱۰۳-۱۱۷۹ م.) زاده قریه غجدوان در شش فرسنگی بخارا است که از بزرگترین پیران طریقت نقشبندی و از مشایخ نامی ماوراءالنّهر است. خواجه عبدالخالق در مبادی حال در بخارا به تحصیل علوم می‌پردازد. از استادانش فقط نام امام صدرالدّین در برخی مآخذ ذکر شده که عدالخالق بر او تفسیر می‌خوانده‌است.
در سن بیست و دو سالگی به هنگام اقامت خواجه یوسف همدانی(۵۵۳ ـ ۴۴۰ هـ) در بخارا، از او طریقت می‌گیرد و پس از رفتن خواجه یوسف همدانی به خراسان، عبدالخالق به ریاضت و خلوت و مجاهدت می‌نشیند و پس از چندی به ارشاد می‌پردازد. تا آنگاه که در ۵۷۵ هـ وفات می‌یابد و در همان دیه غجدوان به خاکش می‌سپرند. او خود وصیت کرده بوده‌است که قبرش را عمارت نکنند از همین روی است که قبر او فاقد هر نوع بارگاه یا گنبد است. منابع متأخرتر از عمارت مزار حکایت می‌کند و اینکه آنجا زیارتگاهی معتبر بوده و مجاورانی داشته‌است. خواجه ملای اصفهانی که در شوال ۹۱۴ هـ به همراه سلطان محمّد شیبانی به زیارات آنجا رفته، از این مزار توصیفی کرده‌است. نایب الصدر شیرازی نیز در۱۳۱۶ ق. به غجدوان رفته و مزار خواجه را زیارت کرده‌است.
سلسلة خواجگان منسوب بدوست و هشت اصل از اصول یازده گانه طریقه نقشبندی ازوست. بهاءالدّین نقشبند خود را پرورده روحانیت  غجدوانی می‌دانست و متأثّر از او بود. به همین جهت است که طریقت نقشبند بر اساس تعالیم خواجه عبدالخالق بنیان شده‌است. خواجه عبدالخالق مبنای طریقة خود را بر این هشت اصل نهاده بود: هوش در دم، نظر بر قدم، خلوت در انجمن، سفر در وطن، بازگشت، نگاه‌داشت و یادداشت. بهاءالدّین نقشبند این هشت اصل را گرفت و خود سه اصل دیگر(وقوف قلبی، وقوف عددی، وقوف زمانی) بدانها افزود. و بنای طریقت نقشبندی این یازده کلمه شد.

خواجه عبدالخالق به مانند اخلاف نقشبندیش از صوفیان میانه‌رو و مواظب سنّت و ملازم شریعت بود. در رساله وصایا می‌گوید:
«بر تو باد بر سنّت و جماعت ملازمت نمایی و بر طریقت سنّت قدم زنی، که هرچه نو بیرون آورده‌اند، آن مخالف سنّت و جماعت است، آن ضلالت است...»
و نیز ذکر جهر را منکر بود و ذکر را ذکر خفیه می‌دانست. وی کتابی نیز در مقامات استاد خود به نام مفتاح الطالبین تألیف کرد و در ۹۷۳ ق نیز خلاصه‌ای از آن را به نام جاده العاشقین نگاشت. عبدالخالق شعر نیز می‌سروده‌است در متن مقامات سه رباعی از او نقل شده و در پایان همین مقامات کاتب یک قطعة نه بیتی به نام دهقان‌نامه و یک رباعی به نام او نوشته‌است.
صاحب نفحات الانس می‌نویسد: اتفاق روش ایشان در طریقت حجت است و مقبول همه فرقه‌اند علی‌الدوام در راه صدق و صفا و متابعت شرع و سنت مصطفی (ص) و مجانبت و مخالفت اهل بدعت و هوی کوشیده‌اند و روش پاک خود را از نظر اغیار پوشیده‌اند. بعد از آنکه شیخ الشیوخ خواجه امام ابویعقوب یوسف همدانی به بخارا آمدند خواجه عبدالخالق صحبت ایشان را دریافتند و تا مدتی که در بخارا بودند همچنان بود و پس از خواجه یوسف به ریاضت مشغول شدند و احوال خود را پوشیده می‌داشتند. خواجه عبدالخالق را سه خلیفه بوده‌است: خواجه احمدصدیق، خواجه عارف ریوگروی و خواجه اولیاء کلان، و سلسله نسبت ارادت خواجه بهاءالحق والدین نقشبنداز این جماعت به خواجه عارف می‌رسد... از خواجه علی رامتین که از خلفای خواجه عبدالخالق غجدوانی.. است منقول است که اگر در روی زمین یکی از فرزندان خواجه عبدالخالق بودی منصور هرگز بر سر دار نرفتی . به نقل قاموس الاعلام  غجدوانی سال ۶۱۷ هـ. ق درگذشت.

## آثار
در مجموعه‌های خطی چند رسالة کوچک منسوب به  غجدوانی موجود است و از آن جمله یکی رساله وصیت‌نامهاست که به نامهای وصایاونصایح نیز مشهور است. به گفتة فخرالدّین کاشفی، این رساله را عبدالخالق برای فرزند معنوی خود خواجه اولیاء کبیر نوشته‌است. از این رساله نسخی چند در کتابخانه‌های جهان موجود است. و عبدالخالق در آن مریدان را به اتباع سنّت و اجتناب از هوی و بدعت و پرهیز از رذایل اخلاقی و دوری از صوفیان جاهل... سفارش کرده‌است. نسخه چاپ سنگی این وصیت‌نامه در کتابخانه ملی ایران موجود است.
رساله آداب طریقت را که برخی اثری جداگانه از او شمرده‌اند ظاهراً همین رساله وصیت‌نامه باشد چه اوّلاً موضوعات و مطالب هردو رساله یکی است و ثانیاً در رسالة آداب طریقت نیز، نصایح خطاب به خواجه اولیاء کبیر است.

## مطالعه بیشتر
| - کتابخانه بزرگ حضرت آیه الله العظمی مرعشی نجفی، شماره ۱۲۵۶۷ -المغرب فی ترتیب المعرب؛ - کتابخانه، موزه و مرکز اسناد مجلس شورای اسلامی، ۱۶۴۱ -شرح کافیه؛ - نشریه نسخه‌های خطی کتابخانه مرکزی دانشگاه تهران، ۵۵ - ۲۶۰ -عوارف المعارف؛ - کتابخانه بزرگ حضرت آیه الله العظمی مرعشی نجفی، شماره ۱۳/۱۲۴۲۸ - مجموعه شرح حال عبدالخالق غجدوانی؛ - کتابخانه مرکزی و مرکز اسناد دانشگاه تهران، ۹۵۱۶ -شرح فصوص الحکم؛ - نشریه نسخه‌های خطی کتابخانه مرکزی دانشگاه تهران، شرح ایساغوجی؛ - نشریه نسخه‌های خطی کتابخانه مرکزی دانشگاه تهران، ش ۱۸۳۸ -جاده العاشقین؛ - کتابخانه مرکزی و مرکز اسناد دانشگاه تهران، ۸۸۲۶ -قصص انبیاء؛ - نشریه نسخه‌های خطی کتابخانه مرکزی دانشگاه تهران، ش ۵۶۱ - عارف حکمت(شرح بعضی از احوال و معارف " علاء الحق و الدین محمد بن محمد آپیزی القهستانی)؛ - کتابخانه بزرگ حضرت آیه الله العظمی مرعشی نجفی، ۳۴۶۲ -مجموعه؛ - کتابخانه مرکزی و مرکز اسناد دانشگاه تهران،۶۴۷۸ -رساله صاحبیه؛ - نشریه نسخه‌های خطی کتابخانه مرکزی دانشگاه تهران، اوراد فتحیه؛ - نشریه نسخه‌های خطی کتابخانه مرکزی دانشگاه تهران،۲۷۶ B -موعظه(رساله)؛ - نشریه نسخه‌های خطی کتابخانه مرکزی دانشگاه تهران، سیره الرسول به ترکی؛ - کتابخانه مرکزی و مرکز اسناد دانشگاه تهران،۲۴۳۱ -تذکره الخوانین؛ - نشریه نسخه‌های خطی کتابخانه مرکزی دانشگاه تهران، مسلک العارفین؛ - کتابخانه دانشکده حقوق و علوم سیاسی دانشگاه تهران[۲۵۱ - ج] این نسخه شماره یکم دفتر است - ۴۸۶۵۸-آداب طریقت؛ | - کتابخانه بزرگ حضرت آیه الله العظمی مرعشی نجفی، ۲/۱۲۵۳۷-مجموعه آداب طریقت یاوصیت نامه یارشحات؛ - کتابخانه بزرگ حضرت آیه الله العظمی مرعشی نجفی، ۱/۱۲۵۳۷ مجموعه صاحبیه؛ - نشریه نسخه‌های خطی کتابخانه مرکزی دانشگاه تهران، خیرالکلام؛ - نشریه نسخه‌های خطی کتابخانه مرکزی دانشگاه تهران، رساله؛ - نشریه نسخه‌های خطی کتابخانه مرکزی دانشگاه تهران، ۱۱۸ پ - ۱۱۹ پ -آداب و طریق سلطان المشایخ عبد الخالق غجدوانی؛ - کتابخانه، موزه و مرکز اسناد مجلس شورای اسلامی،۲،۲۱۸ پ - ۱۱۹ پ -آداب و طریق سلطان مشایخ عبد الخالق غجدوانی؛ - کتابخانه و موزه ملی ملک، ص ۷۹ - ۱۰۳ -کلمات قدسیه؛ - کتابخانه و موزه ملی ملک ۱۱۲پ - ۱۱۳ر نصایح؛ - کتابخانه و موزه ملی ملک حورائیه؛ - نشریه نسخه‌های خطی کتابخانه مرکزی دانشگاه تهران، رساله خواجه عبد الخالق غجدوانی؛ - نشریه نسخه‌های خطی کتابخانه مرکزی دانشگاه تهران، سرگذشت خواجه عبدالخالق غجدوانی ؛. - نشریه نسخه‌های خطی کتابخانه مرکزی دانشگاه تهران، مقاصد الکلام؛ - نشریه نسخه‌های خطی کتابخانه مرکزی دانشگاه تهران، از رساله عبد الخالق غجدوانی؛ - نشریه نسخه‌های خطی کتابخانه مرکزی دانشگاه تهران، مقاصد الکلام؛ - کتابخانه مرکزی و مرکز اسناد دانشگاه تهران ۲۲۳۲ -الفوائد الضیائیه؛ - کتابخانه مرکزی و مرکز اسناد دانشگاه تهران ۱- ۴ حاشیه یکم آداب؛ | - نشریه نسخه‌های خطی کتابخانه مرکزی دانشگاه تهران-رشحات خواجه عبد الخالق غجدوانی؛ - نشریه نسخه‌های خطی کتابخانه مرکزی دانشگاه تهران، ۲ /۱۵۱ وارنر مورخ ۹۰۰ (۵: ۲۳۲ ش ۲۶۴۱) -ذکر عبد الخالق غجدوانی؛ - کتابخانه مرکزی و مرکز اسناد دانشگاه تهران ۷ پ - ۲۵ پ -مقامات؛ - کتابخانه مرکزی و مرکز اسناد دانشگاه تهران ۱۳۴ روپ نصایح یا آداب طریقت؛ - کتابخانه مرکزی و مرکز اسناد دانشگاه تهران ۲ ر - ۱۱۹ پ -سرگذشت و سخنان عارفی نسفی؛ - کتابخانه مرکزی و مرکز اسناد دانشگاه تهران ۶۸ پ و ۶۹ رختم خواجگان؛ - کتابخانه مرکزی و مرکز اسناد دانشگاه تهران (۱۲۰ ر - ۱۲۴ پ)-رساله در آداب طریقت؛ - کتابخانه، موزه و مرکز اسناد مجلس شورای اسلامیص ۱۰۵ -۱۴۲ -دفتر الطب الملوکی؛ - کتابخانه، موزه و مرکز اسناد مجلس شورای اسلامیگ ۱۲۶ طریقه ختم نقشبندیه؛ - کتابخانه، موزه و مرکز اسناد مجلس شورای اسلامی ۶۳ الف طریقه ختم سوره توحید؛ - کتابخانه، موزه و مرکز اسناد مجلس شورای اسلامی ۴۳۴-مجموعه؛ - مرکز ملی نسخ خطی گرجستان،PAC ۴۷۳٫۱-وصایای غجدوانی ؛ - مرکز ملی نسخ خطی گرجستان، PAC ۵۱۹٫۱-رشحات=آداب طریقت. در این نسخه هشت ویژگی برای پیروان طریقت شرح داده شده‌است. |